# 奇切烏-久爾傑什蒂鄉
47°15′N 24°01′E / 47.250°N 24.017°E
奇切烏-久爾傑什蒂鄉（羅馬尼亞語：Comuna Ciceu-Giurgești, Bistrița-Năsăud），是羅馬尼亞的鄉份，位於該國西北部，由比斯特里察-訥瑟烏德縣負責管轄，面積53平方公里，海拔高度285米，2007年人口1,737，人口密度每平方公里33人。